# جون س. تشن
جون س. تشن (بالإنجليزية: John S. Chen) (و. 1955 – م) هو رجل أعمال من المملكة المتحدة ولد في هونغ كونغ البريطانية.

## التعليم
تعلم في معهد كاليفورنيا للتقنية، وجامعة براون.

## مناصب وهيئات
تولى مناصب ريسيرش إن موشن (2013-11–)، وسايبيز (1997–2013).